# Henry Ayers

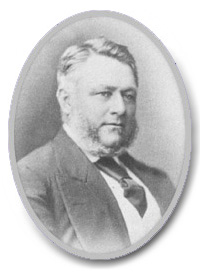
Henry Ayers

Sir Henry Ayers (* 1. Mai 1821 in Portsea, Hampshire, Großbritannien; † 11. Juni 1897 in Adelaide, Australien) war ein australischer Politiker britischer Herkunft. Im Zeitraum von 1863 bis 1873 war er mehrfacher Premierminister von South Australia.
Ayers emigrierte 1840 mit seiner Frau Elizabeth nach Australien. Insgesamt amtierte er fünf Mal als Premier von South Australia, mitunter nur für einige Wochen: Juli 1863 bis August 1864, September/Oktober 1865, Mai 1867 bis September 1868, Oktober/November 1868 und Januar 1872 bis Juli 1873. Bei seinem ersten Amtsantritt war er der achte Regierungschef des Bundesstaats, zudem ist er der Premier mit den meisten Amtszeiten (fünf).
Im Jahr 1873 benannte der europäische Entdecker William Gosse den Ayers Rock nach ihm, der heute in der Sprache der traditionellen Eigentümer, den Aborigines aus dem Stamm der Pitjantjatjara, wieder Uluṟu heißt.^

## Hintergrundliteratur
- L. L. Ayers: Sir Henry Ayers, K.C.M.G. and His Family, Adelaide 1946